# Taiaroa tauhou
Taiaroa tauhou is een zachte koraalsoort uit de familie Taiaroidae. De koraalsoort komt uit het geslacht Taiaroa. Taiaroa tauhou werd in 1976 voor het eerst wetenschappelijk beschreven door Bayer & Muzik. 